# Franciszek Szwed
Franciszek Czesław Szwed, ps. „Franek”, „Romanowski” (ur. 23 kwietnia 1911 w Zagórzu, zm. 28 marca 1989) – polski prawnik, adwokat, działacz Związku Akademickiego Młodzież Wszechpolska, Obozu Wielkiej Polski i Stronnictwa Narodowego oraz Narodowej Organizacji Wojskowej.

## Życiorys

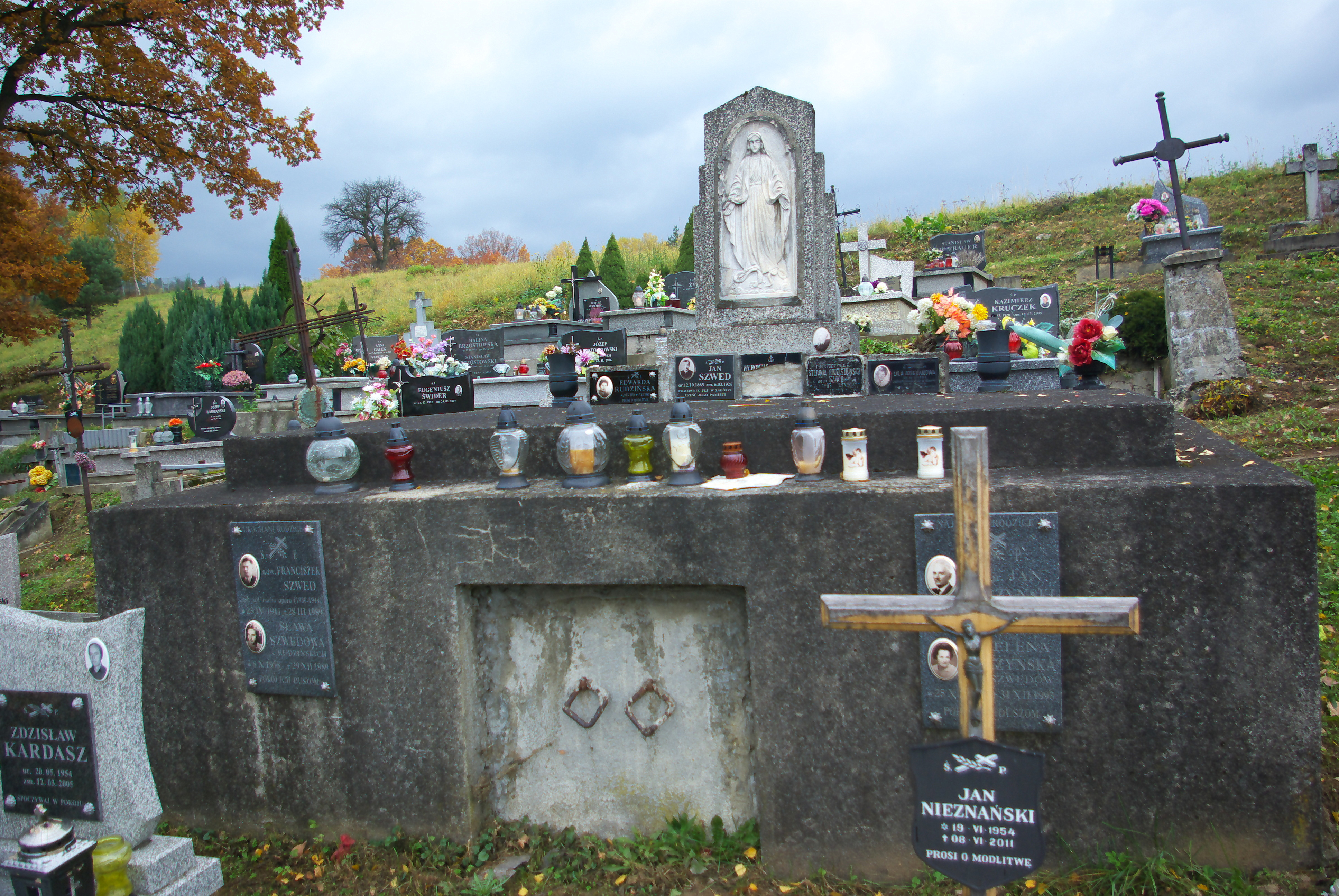
Grobowiec rodziny Szwedów na Nowym Cmentarzu w Zagórzu

Urodził się 23 kwietnia 1911 w Zagórzu jako jedno z 13 dzieci Jana (1863-1926, woźny kolejowy w Zagórzu) i Weroniki z domu Krzak. Był bratem m.in. Ludwika (ur. 1892), Stanisława (1894–1984, prawnik, oficer Wojska Polskiego, poseł na Sejm RP), Władysława (1896-1988, oficer Wojska Polskiego), Edwarda (1904-1982, nauczyciel, działacz narodowy na Śląsku Opolskim), Heleny (ur. 1908).
W 1930 Franciszek Szwed zdał egzamin dojrzałości w Państwowym Gimnazjum im. Królowej Zofii w Sanoku. W latach 1930–1933 studiował na Wydziale Prawa Uniwersytecie Jana Kazimierza we Lwowie. 21 czerwca 1930 stanął na czele Placówki Młodych w Sanoku, od tego roku był przewodniczącym powiatowego Ruchu Młodych Obozu Wielkiej Polski w Sanoku. Na studiach wstąpił do Związku Akademickiego Młodzież Wszechpolska. W 1933 przeniósł się na Wydział Prawa Uniwersytetu Warszawskiego, na którym w 1934 uzyskał tytuł magistra prawa. Jesienią 1934 rozpoczął aplikację adwokacką w Brzozowie, ale już pod koniec tego roku rozpoczął służbę wojskową w Dywizyjnym Kursie Podchorążych Rezerwy 11 Karpackiej Dywizji Piechoty przy 48 Pułku Piechoty Strzelców Kresowych w Stanisławowie. Został mianowany podporucznikiem rezerwy. Od 1936 pracował w służbach skarbowych, od 1937 kierował Rejonem Kontroli Skarbowej w Pułtusku.
Po wybuchu II wojny światowej podczas kampanii wrześniowej 1939 walczył w szeregach 8 Dywizji Piechoty, jako dowódca plutonu w 13 p.p z Pułtuska. Dostał się do niewoli, został zwolniony w październiku 1939. Włączył się w konspirację. Na przełomie października i listopada 1939 jako pierwszy kurier Zarządu Głównego SN wyjechał do Budapesztu w celu nawiązania łączności z przebywającym tam Tadeuszem Bieleckim. Następnie wrócił do kraju. Rekomendowany przez ppor. Bolesława Kozubowskiego zaangażował się w organizowanie Komendy Krakowskiego Okręgu Krakowskiego Organizacji Wojskowej Stronnictwa Narodowego, po czym został kierownikiem wydziału organizacyjnego OK OW SN. Zadanie tworzenia i organizacji komendy na obszarze krakowskim nie powiodło się zarówno podczas kierowania nią przez N. N. podpułkownika, jak też po jego odejściu i podjęcia tego zadania i funkcję przez F. Szweda (przyczyną niepowodzenia było głównie nieznajomość tych terenów), którą pełnił od wiosny do jesieni 1940 formalnie jako pierwszy komendant Okręgu Krakowskiego NOW (jego następcą został mjr Władysław Owoc). Po odwołaniu go z funkcji komendanta działał w komendzie okręgu. W 1942 należał do przeciwników scalenia Narodowej Organizacji Wojskowej z Armią Krajową. Zagrożony aresztowaniem wyjechał do Grodziska Mazowieckiego. Na zlecenie władz Stronnictwa Narodowego przygotowywał projekt ustroju rolnego Polski.
Po zakończeniu wojny pracował w Sochaczewie, następnie w Krawarzu Polskim w powiecie raciborskim. W 1947 rozpoczął aplikację sędziowską, następnie aplikację adwokacką, od 1953 pracował w Grodzisku Mazowieckim jako adwokat (w tym czasie zamieszkiwał przy ulicy 
Kościuszki). W latach 80. należał do założycieli Polskiego Związku Katolicko-Społecznego, był członkiem jego zarządu, następnie komisji rewizyjnej.
Jego żoną była Sława, z domu Rudzińska (1908-1989). Oboje zostali pochowani w grobowcu rodzinnym na Nowym Cmentarzu w Zagórzu.